# Zofia Stryjeńska
Zofia Stryjeńska (nacida Lubańska, Cracovia, 13 de mayo de 1891-Ginebra, 28 de febrero de 1976) fue una pintora art déco, grafista y escritora polaca.

## Biografía
Pintó desde su infancia y de joven colaboró con los periódicos Rola y Głos Ludu. En 1909, estudió en la escuela femenina de arte «Maria Niedzielska», y disfrazada de muchacho, y con el nombre de su hermano, Tadeusz Grzymała Lubański, estudió en la Academia de Bellas Artes de Múnich (ya que entonces no podían estudiar mujeres allí).
En 1916, se casó en secreto con el arquitecto Karol Stryjeński, con quien tuvo tres hijos: Magda y los gemelos Jacek y Jan. Tras su divorcio se casó en 1929 con el actor Artur Socha. En 1936, fue galardonada con el Laurel de Oro de la Academia Polaca de Literatura. Más tarde, vivió en la extrema pobreza teniendo que malvender sus obras. Y tras la Segunda Guerra Mundial, se mudó a Suiza.
En el 130.º aniversario de su nacimiento, el 13 de mayo de 2021, apareció un doodle de Google a modo de homenaje.